# Зубков, Георгий Иванович
Гео́ргий Ива́нович Зубко́в (20 июня 1926, Льгов — 5 июля 2022, Москва) — советский и российский журналист-международник (комментатор, специальный корреспондент, политический обозреватель), профессор кафедры массовых коммуникаций филологического факультета РУДН, писатель, драматург. Лауреат Государственной премии СССР (1982). Заслуженный работник культуры РСФСР (1974). Заслуженный деятель науки Российской Федерации.
Член Правления Евразийской академии телевидения и радио, вице-президент Лиги профессиональных имиджмейкеров.

## Биография
Родился 20 июня 1926 года во Льгове Курской губернии. Отец — Иван Георгиевич Зубков, Герой Социалистического Труда, первый начальник Ленметростроя, один из руководителей обороны Ленинграда во время Великой Отечественной войны, погиб в 1944 году. Мать — Евгения Константиновна Выходцева, учительница.
В 1949 году окончил МГИМО.
С 1949 до середины 1990-х годов работал в Гостелерадио СССР и России, сначала на Иновещании, потом — на Всесоюзном радио и Центральном телевидении. В разное время являлся комментатором, заместителем главного редактора «Последних известий» на радио «Маяк», главным редактором телепрограммы «Доброе утро», политическим обозревателем.
Руководил радиотелецентрами советских павильонов на всемирных выставках в Монреале (1967) и в Осаке (1970).
С 1972 по 1981 годы возглавлял в Париже региональное Отделение телевидения и радио по странам Западной Европы. Является одним из основателей и первых работников радиостанции «Маяк».
В начале 1960-х годов входил в журналистский пул, сопровождавший в поездках тогдашнего советского руководителя Н. С. Хрущёва.
Один из основоположников (вместе с А. Н. Красильниковым) жанра вербатим в отечественной драматургии («Почему убили Улофа Пальме?», 1987).
Умер 5 июля 2022 года. Похоронен в Москве на Троекуровском кладбище.

## Литературный и драматургический вклад
«Факт, обращенный в образ». <…> Это не фраза. Это — кредо, моя творческая формула, то, что сформировалось за полвека работы у микрофона и перед телекамерой. Вся журналистика — это факт. Информация — констатация факта. Публицистика — осмысление факта. Художественная публицистика — факт, обращенный в образ. В книге «Журналисты XX века. Люди и судьбы» я написал о том, что вся моя журналистская работа на все годы и во всех жанрах оказалась под прицелом не только тематического выбора, но и сюжетного поворота темы, драматургического построения материала. Всегда заветным было желание обнаружить и осмыслить внутреннюю драматургию факта, «расщепить» его и использовать эмоциональную энергию…
…Жизненные принципы?.. Их, пожалуй, три. Во-первых, оказывать людям добро: в большом и малом. Во-вторых, постоянно совершенствоваться — в своем профессиональном деле, в человеческих качествах. Третий принцип можно сформулировать так: не стареть! Ни годами, ни желаниями, ни возможностями…
Книги
- Миллион репортёрских километров. — М.: Молодая гвардия, 1970. — (о работе в разных странах мира)
- Глядя прямо в глаза. — М.: Искусство, 1970. — 103 с. — (очерки о теле- и радиоведущих Европы, Азии и Америки)
- Пёстрое зеркало. — М.: Искусство, 1973. — 128 с. — (о зарубежных телепередачах и их ведущих)
- Дом на бульваре Ланн. — М.: Советская Россия, 1979. — 272 с. — (о Франции и франко-советских отношениях)
- Розы в разбитой витрине. — М: Советская Россия, 1984. — 256 с. — (о советско-французском сотрудничестве)
- Коньяк. Шесть поколений Camus. — BBPG, 2002. — 160 с. — ISBN 5-93679-029-0.
- Франция. Гастрономическая симфония. Что, где, как и почему едят и пьют французы. — BBPG, 2005. — 208 с. — ISBN 5-93679-048-7.
- Моя журналистика: факт, обращенный в образ. — М.: Издательство РУДН, 2006. — 748 с. — ISBN 5-209-10960-8. — (сборник)

Пьесы
- Монолог на городской площади. — 1981. — поставлена в Ленинградском Пушкинском театре (1983), в Московском Новом театре (1984).
- Зима, весна, лето.
- Доллар в траурной оправе.

Сценарии
- Живые в бронзе… — док. телефильм, 1966.
- Дорогами согласия, дорогами содружества. — док. телефильм, 1974.
- Париж. Почему Маяковский?.. — док. телефильм, 1981.
- Дороги жизни. — телефильм, 1984. — (о блокадном Ленинграде)[7].
- Вселенная — отечество землян. — док. телефильм, 1985.
- Почему убили Улофа Пальме? — совместно с Андреем Красильниковым. — телеспектакль, 1987.

## Титулы и награды
- Государственная премия СССР (1982) — за сценарий документального телефильма «Париж. Почему Маяковский?..» и телепередачи «Парижские вечера» и «СССР — Франция: маршрутами дружбы и сотрудничества»
- Государственная премия РСФСР имени братьев Васильевых (1975) — за сценарий документального фильма «Дорогами согласия, дорогами содружества»
- Член Правления Евразийской академии телевидения и радио, профессор Российского университета дружбы народов
- заслуженный работник культуры РСФСР (1974)
- орден «Знак Почёта»
- орден Дружбы народов (14 ноября 1980 года) — за большую работу по подготовке и проведению Игр XXII Олимпиады[8]

Председатель жюри IX международного фестиваля телевизионных программ и фильмов «Золотой бубен». Лауреат Государственных премий Российской Федерации, национальной премии «Телегранд-2000» «За большой вклад в развитие международной журналистики и университетскую подготовку молодых теле- и радиожурналистов».

## Личная жизнь
Трижды женат.
Первая жена — Кира Михайловна Михайлова, переводчица.
Вторая жена — Раиса Кирсанова (23 декабря 1923 — 14 июня 1986), известная теннисистка и литературный переводчик, погибла в автомобильной аварии.
Третья жена — Светлана, школьный учитель.
- Сын — Иван[7].